# Vérteskethely
Vérteskethely es un pueblo ubicado en el distrito de Kisbér, condado de Komárom-Esztergom, Hungría.

## Superficie
Posee una superficie de 17,46 kilómetros cuadrados.

## Demografía
Hasta 2022 la población era de 546 habitantes, con una densidad de población de 31,27 habitantes por kilómetro cuadrado.